# Yoan López
Yoan López, né le 2 janvier 1993, est un lanceur droitier de baseball né à Cuba en 1992 ou 1993 qui joue pour les Mets de New York de la Ligue majeure de baseball.
López joue trois saisons pour Isla de la Juventud en Serie Nacional, de 2011-2012 à 2013-2014. À sa dernière saison, il débute 7 matchs comme lanceur partant et maintient une moyenne de points mérités de 3,12 avec 28 retraits sur des prises et 11 buts-sur-balles accordés en 49 manches lancées. López, un lanceur droitier, possède une balle rapide qui atteint de 149 à 153 km/h et utilise aussi une balle rapide coupée (cutter), une balle courbe, une balle glissante et un changement de vitesse.
Il fait défection de Cuba en 2014 et s'installe à Haïti.
Le 17 janvier 2015, López rejoint les Diamondbacks de l'Arizona de la Ligue majeure de baseball.